# Оперативная зона Адриатического побережья
Оперативная зона Адриатического побережья (нем. Operationszone Adriatisches Küstenland, итал. Zona di Operazioni Litorale Adriatico), (ОЗАП) — военный район операций вермахта, образованный 10 сентября 1943 года на территории Северо-Восточной Италии, оккупированной германскими войсками в ходе Операции «Ось» после объявления 8 сентября 1943 года о перемирии между итальянским правительством маршала Бадольо, США и Великобританией. ОЗАП была создана вместе с Оперативной зонной Предгорья Альп и подчинялась немецкой военной администрации, расположенной в Триесте. ОЗАП была ликвидирована к началу мая 1945 года в результате Северо-Итальянской операции сил союзников, а также Риекско-Триестской операции Югославской армии.

## Предыстория
25 июля 1943 года Большой фашистский совет снял Бенито Муссолини с должности премьер-министра Италии. После устранения Муссолини гауляйтеры НСДАП в Клагенфурте и Инсбруке пытались убедить нацистские верховные власти в необходимости присоединения к Германскому рейху Южного Тироля, Фриули, Юлийской Крайны и Люблянской провинции. Так, на следующий день каринтийский гауляйтер Фридрих Райнер отправил Генриху Гиммлеру срочную телеграмму, в которой изложил свою озабоченнось из-за угрозы безопасности Германии «ввиду перемен в Италии» и опасности превращения Адриатики в английскую операционную зону. Райнера тревожило существование между Триестом и Любляной повстанческой территории и угрожающее группирование партизан в районе Риека — Любляна — Гориция — Триест, которых поддерживает словенское население. С учётом этого Райнер предлагал принять неотложные решительные меры для борьбы с партизанами в старых и новых областях Италии, а также усилить военную безопасность границ рейха, включая укрепление Адриатического побережья и немедленную оккупацию Канальской долины и прибрежной полосы для выхода на естественную линию обороны, которая выдержала Первую мировую войну. Несмотря на инициативы гауляйтеров, Гитлер, руководствуясь внешнеполитическими соображениями, принял решение оставить эти провинции в составе Италии, но для обеспечения немецких интересов ввести туда германские войска.
Германское верховное командование внимательно следило за развитием оперативной обстановки на Средиземноморском театре военных действий, особенно после завершения в мае 1943 года боевых действий в Африке. На случай высадки британских и американских войск в Греции был разработан план операции «Константин». План «Аларих» предусматривал действия вермахта в случае высадки западных союзников в Италии. Позже оба плана объединили в план «Ось» (нем. Achse).
23 августа 1943 года партизанами 1-й Словенской пролетарской ударной бригады «Тоне Томшич» было совершено успешное нападение на немецкий военный поезд у населённого пункта Горичица (вблизи Боровницы) на железнодорожной линии Любляна — Триест. Используя эту партизанскую акцию как предлог, немецкие войска заняли после 26 августа 1943 года железные дороги в Люблянской провинции и Юлийской Крайне. Овладение портовыми городами Триест, Риека и Пула на Адриатике было предусмотрено в соответствующих директивах фельдмаршала Кейтеля от 30 августа 1943 года.

## Территория и управление
10 сентября немецкие войска вошли в Триест и Любляну. В этот же день Гитлер издал указ об учреждении оперативных зон Адриатического побережья и Предгорья Альп и назначил верховным комиссаром ОЗАП рейхсштатгальтера и главу гражданской администрации Каринтии Фридриха Райнера. Верховный комиссар наделялся всей полнотой власти. Согласно «основополагающим указаниям» Гитлера, верховный комиссар должен был управлять этой территорией только в соответствии с интересами Германии и был уполномочен создавать новые гражданские администраци и назначать немецких советников. Созданная оперативная зона включала провинции Удине (нем. Friaul), Гориция (нем. Görz), Триест, Пола (нем. Istrien), Фиуме, Любляна (нем. Laibach), а также Кварнер (нем. Quarnero). Административным центром оперативной зоны был определён Триест.
Согласно пояснению словенского историка Тоне Ференца, неизвестно, что Гитлер считал районом Кварнера. По его оценке, это были территории вокруг города Риека и в Хорватском Приморье, которые отошли к Италии по т. н. Римским договорам от 18 мая 1941 года. Приказом Райнера от 1 октября 1943 года в состав Кванера были включены Сушак, Бакар, Чабар, Кастав и остров Крк.
Административное устройство в оперативной зоне было смешанным, объединяющим в себе немецкое военное управление и подконтрольные ему местные национальные администрации. Германские оккупанты в своих планах включить Адриатическое побережье в состав «Великой Германии» использовали фактор словенско-итальянского противостояния. Нацисты оставили провинциальное и муниципальное управление итальянским и словенским коллаборационистам. В пяти провинциях (кроме Люблянской) были назначены итальянские префекты. Общины Сушак, Бакар, Чабар, Кастав и остров Крк были объединены в составе Комиссариата Сушак-Крк (нем. Kommissariat Suschak-Krk). Комиссариат возглавлял чрезвычайный комиссар (нем. Außerordentlicher Kommissar), являвшийся одновременно хорватским вице-префектом провинции Фиуме. Это была своего рода буферная зона между Респу́бликой Сало́ / ОЗАП и Независимым государством Хорватия.
В Люблянской провинции во главе администрации был поставлен словенский коллаборационист генерал Леон Рупник. Наряду с этим были учреждены словенские школы, вёлся подбор редакторов для словенской газеты, увеличились продовольственные пайки для населения, уменьшились взносы на обязательную доставку продуктов и т. д. Вместе с тем Триест оставался итальянским оплотом, где фашизм был восстановлен сразу с приходом немцев. Новые, теперь республиканские фашисты, стали, по заключению словенского историка Невенки Трохи, орудиями оккупантов и присоединились к репрессиям против движения Сопротивления.
17 сентября 1943 года рейхсфюрер СС Гиммлер назначил группенфюрера СС и генерал-лейтенанта полиции Одило Глобочника высшим руководителем СС и полиции (нем. der Höhere SS und Polizeiführer — HSSPF) оперативной зоны с местонахождением в Триесте. Глобочник подчинялся верховному комиссару Райнеру и высшему руководителю СС и полиции в Италии генералу Карлу Вольфу. Глобочнику были подчиннены силы СС и полиции пяти провинций (кроме Люблянской) и специальный отряд СС «Айнзац-Р» (нем. Sonderabteilung Einsatz R), который базировался в Триесте. Как и во время операции «Рейнхардт», задача специального отряда состояла в депортации и уничтожении евреев и конфискации еврейского имущества. Другие задачи заключались в преследовании политических противников и участии в борьбе с партизанами. За период с февраля по апрель 1944 года по указанию Глобочника на Красе, в Випавской долине и других местах оперативной зоны были уничтожены целые сёла, а десятки тысяч словенцев заключены в концлагеря. В созданных по приказу Глобочника газовых камерах и крематории в концентрационном лагере Ризиера-ди-Сан-Сабба были убиты до 5000 антифашистов и партизан. Глобочником была организована депортация в Освенцим более 1100 евреев.
10 октября 1943 года командующим войсками в ОЗАП был назначен генерал горных войск Людвиг Кюблер. Из-за присутствия на территории оперативной зоны многочисленных итальянских, словенских и хорватских партизанских формирований, здесь были сосредоточены большие немецкие и коллаборационистские военные силы, а в декабре 1943 года ОЗАП была объявлена районом борьбы с партизанами (нем. Bandenkampfgebiet).

### Комментарии
1. ↑  Силами СС, полиции и коллаборантскими формированиями в Люблянской провинции командовал генерал СС Эрвин Рёзенер[17][18].